# フランツ・フォン・ソックスレー
フランツ・リッター・フォン・ソックスレー（Franz Ritter von Soxhlet　1848年1月12日 – 1926年5月5日）は、ベルギー移民の子としてブルノに生まれたドイツの農芸化学者である。彼は1879年にソックスレー抽出器を発明したことで知られる。
1886年には牛乳などの飲料に低温殺菌することを提案した。ソックスレーは、牛乳に含まれるたんぱく質をカゼイン、アルブミン、グロブリン、乳タンパク質に分類した最初の科学者としても知られている。さらに、彼は初めて牛乳に含まれる糖である乳糖について説明した。
1872年にライプツィヒで博士号を取得した。1879年にはミュンヘン工科大学で農芸化学の教授となった。1926年、ミュンヘンで亡くなった。